# Автопортрет с терновым ожерельем и колибри
«Автопортрет с терновым ожерельем и колибри» (исп. Autorretrato con Collar de Espinas) — картина мексиканской художницы Фриды Кало, созданная в 1940 году.
Кало написала автопортрет с чёрной кошкой и обезьяной после развода с Диего Риверой и завершения её романа с фотографом Николасом Мюреем. Мюрей приобрёл этот автопортрет вскоре после того, как он был написан, и в настоящее время он является частью коллекции Николаса Мюрея в Центре Гарри Рэнсома при Техасском университете в Остине.

## Предыстория
Творческая активность Фриды Кало пришлась на период с 1925 по 1954 год. Она начала рисовать, будучи прикованной к постели из-за автобусной аварии. Большая часть её работ состояла из автопортретов, которые непосредственно касаются её борьбы с проблемами со здоровьем, бесплодием и ее тяжёлым браком с Риверой. Создание автопортретов играло терапевтическую роль, позволяя художнице создать отдельную от неё Фриду, на которую можно было бы проецировать свои страдания и боль. Исследователи интерпретировали её автопортреты как способ Кало освободить своё тело от медицинских проблем и гендерной зависимости. В частности, искусствоведы интерпретировали её автопортреты в контексте традиции европейских художников-мужчин, использующих женское тело в качестве предмета своих картин и объекта желания. Кало, используя свой собственный образ, тем самым вырывает это использование из патриархальной традиции.
Кало была горячим сторонником Мексиканской революции, настолько, что она попыталась изменить дату своего рождения, чтобы та соответствовала началу революции в 1910 году. В начале этого движения набрал популярность «культ мексиканской женственности», который Джоли Олкотт описывал как «бескорыстие, мученичество, самопожертвование, стирание себя и отрицание своего внешнего существования». Отвергая эту ограниченную концепцию женственности, Кало в 1920-х годах создала из себя образ мексиканского флэппера. Позже, вдохновленная идеей Риверы о «мексиканской сущности», страстной идентификации себя с мексиканскими доиспанскими корнями, Фрида Кало стала соотносить себя с личностью женщины из племени техуана, в котором равенство полов было развито лучше, чем у близких им сапотекам. Этот её образ олицетворял силу, чувственность и экзотику.

## Описание
«Автопортрет с терновым ожерельем и колибри» — небольшая картина, изображающая Кало во фронтальном положении и с прямым взглядом с холста в сторону зрителя, а также с листьями на заднем плане. Её смелые брови подчёркивают выражение лица, а ожерелье из шипов душит горло, спускаясь по груди словно корни дерева. Маленькая чёрная колибри с распростёртыми крыльями висит у нее на шее, как кулон. Фрида окружена насекомыми и животными, создающими образ пышных, но удушающе густых джунглей. Обезьяна сидит за её правым плечом, её глаза сосредоточены на собственных лапах, которыми она теребит ожерелье из шипов, заставляя Кало истекать кровью. Над головой Фриды в воздухе парят две стрекозы, над двумя заколками-бабочками, гнездящимися в замысловатой причёске, венчающей голову художницы. Чёрная кошка с поразительными ледяными голубыми глазами выглядывает из листвы через левое плечо Кало.

## Символизм
Отождествление Кало с коренной мексиканской культурой сильно повлияло на эстетику её живописи. Используя мощную иконографию из местной мексиканской культуры, Кало помещает себя в традицию восстания против колониальных сил и мужского правления. Мёртвая колибри, которая висит у нее на шее, считается талисманом удачи для влюблённых в мексиканском фольклоре. Альтернативная интерпретация заключается в том, что кулон колибри является символом Уицилопочтли, ацтекского бога войны. Между тем, чёрная кошка символизирует неудачу и смерть, а обезьяна — зло. Природа на заднем плане, которая обычно символизирует плодородие, контрастирует с мёртвыми образами на переднем плане. Ривера подарил Кало паукообразную обезьяну, что может служить поводом для отождествления обезьяны на картине с Риверой, что подчёркивается болью, причиняемой животным, дергающим ожерелье с шипами так сильно, чтобы заставляет Фриду истекать кровью. По другой версии терновое ожерелье может служить отсылкой к терновому венцу Христа, таким образом уподобляя художницу христианскому мученику и выделяя боль и страдание, которые она чувствовала после своих неудачных романтических отношений. В соответствии с этой интерпретацией, бабочки и стрекозы могли символизировать её воскресение.

## Выставки
Техасский университет в Остине приобрёл картину в 1966 году. С 1990 года она демонстрировалась на нескольких выставках по всему миру:
- «Фрида Кало», Художественный музей Филадельфии, 20 февраля 2008 — 18 мая 2008[9]
- Центр Гарри Рэмсона, Техасский университет в Остине, 5 мая 2009 — 21 марта 2010
- «В Стране Чудес: сюрреализм женщин-художников в Мексике и США», Музей искусств округа Лос-Анджелес, 29 января 2012 — 6 мая 2012;[10] Национальный музей изобразительных искусств (Квебек), 7 июня 2012 — 3 сентября 2012; Музей современного искусства (Мехико), 27 сентября 2012 — 13 января 2013[11].
- «Фрида Кало», Scuderie del Quirinale, Рим, 20 марта 2014 — 31 августа 2014[12]
- Центр Гарри Рэмсона, Техасский университет в Остине, 5 сентября 2014 — 26 апреля 2015[13]
- «Фрида: искусство, сад, жизнь», Нью-Йоркский ботанический сад, 16 мая 2015 — 1 ноября 2015[14].
- «Фрида Кало и популярное искусство», Музей изящных искусств (Бостон), 27 февраля 2019 — 19 июня 2019[15].